# Bernd Landvoigt
Bernd Landvoigt (Brandenburg an der Havel, 23 maart 1951) is een Oost-Duits voormalig roeier. Landvoigt maakte samen met zijn tweelingbroer Jörg zijn olympisch debuut tijdens de Olympische Zomerspelen 1972 met een bronzen medaille in de acht. Vanaf de Wereldkampioenschappen roeien 1974 kwam Landvoigt met zijn tweelingbroer Jörg uit in de twee-zonder-stuurman samen wonnen ze vier wereldtitels en olympisch goud op de Olympische Zomerspelen 1976 en 1980.
Landvoigt is getrouwd met de roeister Viola Goretzki.

## Resultaten
- Olympische Zomerspelen 1972 in München  in de acht
- Wereldkampioenschappen roeien 1974 in Luzern  in de twee-zonder-stuurman
- Wereldkampioenschappen roeien 1975 in Nottingham  in de twee-zonder-stuurman
- Olympische Zomerspelen 1976 in Montreal  in de twee-zonder-stuurman
- Wereldkampioenschappen roeien 1978  in de twee-zonder-stuurman
- Wereldkampioenschappen roeien 1979 in Bled  in de twee-zonder-stuurman
- Olympische Zomerspelen 1980 in Moskou  in de twee-zonder-stuurman

1904: Robert Farnan & Joseph Ryan ·
1908: Reginald Fenning & Gordon Thomson ·
1924: Teun Beijnen & Willy Rösingh ·
1928: Kurt Moeschter & Bruno Müller ·
1932: Lewis Clive & Hugh Edwards ·
1936: Willi Eichhorn & Hugo Strauß ·
1948: Jack Wilson & Ran Laurie ·
1952: Charles Logg & Thomas Price ·
1956: James Fifer & Duvall Hecht ·
1960: Valentin Borejko & Oleg Golovanov ·
1964: George Hungerford & Roger Jackson ·
1968: Jörg Lucke & Heinz-Jürgen Bothe ·
1972: Siegfried Brietzke & Wolfgang Mager ·
1976: Jörg Landvoigt & Bernd Landvoigt ·
1980: Jörg Landvoigt & Bernd Landvoigt ·
1984: Petru Iosub & Valer Toma ·
1988: Andy Holmes & Steve Redgrave ·
1992: Steve Redgrave & Matthew Pinsent ·
1996: Steve Redgrave & Matthew Pinsent ·
2000: Michel Andrieux & Jean-Christophe Rolland ·
2004: Drew Ginn & James Tomkins ·
2008: Drew Ginn & Duncan Free ·
2012: Eric Murray & Hamish Bond ·
2016: Eric Murray & Hamish Bond ·
2020: Martin Sinković & Valent Sinković ·
2024: Martin Sinković & Valent Sinković